# کشتار ۲۰۲۴ سراوان
در ۲۷ ژانویه ۲۰۲۴ (۷ بهمن ۱۴۰۲)، نُه کارگر پاکستانی در شهر سراوان در منطقه مرزی جنوب شرقی ایران کشته و سه نفر به شدت زخمی شدند. قربانیان که کارگر بودند، در تعمیرگاه خودرو محل کار خود زندگی می‌کردند. این حادثه در بحبوحه تلاش‌های ایران و پاکستان برای بهبود روابط پس از حملات تلافی‌جویانه اخیر رخ داد.

## حادثه
مردان مسلح ناشناس وارد خانه‌ای شدند و به همه کارگران پاکستانی در آن شلیک کردند. هیچ فرد یا گروهی مسئولیت این تیراندازی را بر عهده نگرفت. این حادثه پیش از سفر حسین امیرعبداللهیان وزیر امور خارجه ایران به پاکستان رخ داد.
پنج نفر از قربانیان متعلق به مناطق مختلف علیپور در ایالت پنجاب بودند و از یک دهه پیش در ایران کار می‌کردند. بستگان ۹کارگر پاکستانی به دفتر معاون کمیساریای عالی رسیدند و انتقال اجساد به پاکستان را تسهیل کردند.

## واکنش‌ها
محمد مدثر تیپو، سفیر پاکستان در ایران با ابراز شوک عمیق از حادثه، اطمینان داد که سفارت پاکستان همه کمک‌های ممکن را به خانواده‌های داغدار ارائه می‌کند. او از ایران خواست در این زمینه همکاری کامل داشته باشد.
ممتاز زهرا بلوچ، سخنگوی وزارت امور خارجه پاکستان ضمن محکومیت این حادثه، بر لزوم رسیدگی فوری به این حادثه و سپردن عاملان آن به دست عدالت تأکید کرد.